# Octavio Paz
Octavio Paz Lozano (Mixcoac, 31 maart 1914 – aldaar, 19 april 1998) was een Mexicaans schrijver, dichter, en diplomaat. Paz geldt als een van de belangrijkste Spaanstalige schrijvers van de 20e eeuw en won in 1990 de Nobelprijs voor Literatuur.

## Biografie
Paz werd geboren in Mixcoac, tegenwoordig een wijk van Mexico-Stad. Zijn ouders waren Josefina Lozano en Octavio Paz Solórzano. De jonge Octavio groeide op in een tumultueuze tijd: de tijd van de Mexicaanse Revolutie. Hij werd opgevoed door zijn moeder, die diepreligieus was, zijn tante en zijn grootvader aan vaders kant, Ireneo Paz. Zijn vader was een journalist / jurist die voor Emiliano Zapata werkte, en daardoor veel van huis weg was. Vader Octavio heeft veel bijgedragen aan de landhervormingen in die tijd. Ireneo Paz was een voormalig soldaat die vervolgens Porfirio Díaz ondersteunde. Hij was een liberaal intellectueel en journalist/schrijver. Hij bezat een uitgebreide bibliotheek met de klassieken maar ook de moderne Mexicaanse schrijvers. Octavio heeft in zijn hele leven veel van zijn tijd met lezen doorbracht. Zijn vroege werken zijn met name beïnvloed door de Europese dichters Gerardo Diego, Juan Ramón Jiménez, en Antonio Machado. Op zeventienjarige leeftijd publiceerde Paz zijn eerste gedicht, Caballera. Twee jaar later, Paz is dan 19 jaar oud, kwam zijn eerste bundel uit: Luna Silvestre. Paz ging naar de Universidad National in Mexico om Rechten en Literatuur te studeren.
In 1937 stopte Paz met studeren en ging hij naar Yucatán om daar bij Mérida te werken aan de oprichting van een school. In hetzelfde jaar trouwt Paz met de jonge schrijfster Elena Garro, het paar zou tot 1959 bij elkaar blijven en één dochter krijgen, Helena. Betrokken bij de situatie in Spanje vertrok hij samen met zijn vrouw naar Valencia, de toenmalige hoofdstad van de loyalisten. Daar woonde hij een antifascistisch congres van schrijvers bij. Op het congres was de gezamenlijke vijand Franco, maar later zouden er allerlei tegenstellingen ontstaan over de te kiezen houding ten opzichte van het Sovjet-communisme. Paz en André Malraux bekritiseerden het stalinisme, terwijl Louis Aragon en Pablo Neruda dat verdedigden.
Eenmaal terug in Mexico was Paz in 1938 medeoprichter van een socialistisch dagblad, El Popular, waar hij dagelijks een politieke column voor schreef. Daarnaast richtte hij het literaire tijdschrift Taller ("Werkplaats") op, dat zich richtte op het werk van jonge dichters. Hij zou er drie jaar voor blijven schrijven. De Taller-groep zou namen gaan omvatten naast Paz als Rafael Solana en Naftali Beltrán
In 1943 ontving Paz een Guggenheimbeurs en kon hij in de VS studeren. Aan de Universiteit van Californië in Berkeley studeerde Paz Spaans-Amerikaanse poëzie. Zijn ervaring met het leven in de Verenigde Staten zou de inspiratie zijn voor zijn bekendste werk, El laberinto de la soledad. Dit is eigenlijk een boeklang essay, het ontleedt de geest van zijn landgenoten, het beschrijft hen als verborgen achter maskers van eenzaamheid. Vanwege de geschiedenis van Mexico zijn zij beschaamd voor hun geschiedenis en weten ze niet wie ze zijn. Ze verbergen hun naaktheid achter de maskers. Het boek dat in 1950 verscheen leverde een bijzonder beeld op van de Mexicaanse cultuur, het heeft ook andere Mexicaanse schrijvers sterk beïnvloed.
Terug in Mexico gaat hij in 1945 de diplomatieke dienst in. Hij dient op meerdere posten, onder meer in Frankrijk, Zwitserland en Japan. In 1951 in Frankrijk schrijft Paz een aanklacht tegen de Goelag-uitwassen van het Sovjetregime. Iets dat zeker in verkeerde aarde valt bij de destijds nog sterk aan Moskou verbonden en invloedrijke communistische partijen.
In 1962 werd Paz benoemd tot de Mexicaanse ambassadeur in India. In 1968 legde hij verbolgen zijn functie neer vanwege het bloedbad van Tlatelolco, waar honderden Mexicaanse studenten in opdracht van de regering neergeschoten en gedood werden. De massamoord was om de beweging van studenten en arbeiders neer te slaan, in een gecoördineerde actie opende het leger het vuur op een ongewapende menigte. Mexico moest immers 10 dagen later ongestoord de Olympische Spelen kunnen laten starten. Voor Paz was dit de reden om te stoppen met de diplomatieke dienst. Hij vergeleek de actie van het leger met de massale mensenoffers door de Azteken, die ook gericht waren op het in toom houden van de bevolking.
Paz’ aftreden was baanbrekend. De Mexicaanse politieke cultuur gaf geen ruimte voor dissidente meningen, de eenpartijstaat nam alle intellectuelen op in haar structuren en maakte ze monddood door bureaucratie. Degenen die oppositiepartijen op wilden richten werden vermorzeld door het kolossale apparaat van de Partido Revolucionario Institucional. Paz had echter al een te sterke positie en door zijn optreden kon er een vorm van intellectuele dissidentie in Mexico ontstaan.
Na zijn aftreden bleef Paz een aantal jaren in het buitenland, hij werkte als hoogleraar Spaans-Amerikaanse literatuur aan een aantal universiteiten in de VS. Paz keerde in 1971 terug naar Mexico en richtte daar Plural op, een tijdschrift gewijd aan politiek en kunst. Aan het tijdschrift zouden velen van de nieuwe generatie Mexicaanse schrijvers en dichters meewerken. Paz ontwikkelde zich als de criticus van het Mexicaanse eenpartijsysteem. Maar niet alleen binnen Mexico. Paz was in het begin een aanhanger van de Cubaanse Revolutie, maar later bekritiseerde hij Fidel Castro vanwege zijn smoren van alle kritiek, vanwege zijn gebrek aan respect voor de mensenrechten.
In 1976 werd de uitgever van Excélsior, het dagblad waaraan Plural verbonden was, gedwongen op te stappen vanwege zijn te duidelijke kritiek op het Mexicaanse overheidssysteem, Paz verliet vervolgens Plural en richtte drie maanden later Vuelta op, een onafhankelijk tijdschrift dat eigenlijk een voortzetting van het originele Plural was. Paz zou tot aan zijn dood voor Vuelta blijven werken.
In 1990 wordt de kroon op zijn loopbaan gezet met de toekenning van de Nobelprijs voor Literatuur. Paz blijft publiceren tot aan zijn dood in 1998.

## Prijzen
- 1954 - Xavier Villaurrutia prijs, Mexico, voor El arco y la lira
- 1963 - Grand Prix International de Poésie, België
- 1977 - Premio Nacional de Letras, Mexico.
- 1977 - Jeruzalemprijs, Israël
- 1977 - Premio Crítico de Editores de España
- 1978 - Aigle d’Or, Frankrijk
- 1980 - Ollin Yolitzli, Mexico
- 1981 - Cervantes prijs (Nobelprijs voor Spaanstalige literatuur).
- 1982 - Neustadt Prize, de belangrijkste literaire prijs in de VS voor niet uit de VS afkomstige schrijvers (2-jaarlijks).
- 1984 - Friedenspreis des Deutschen Buchhandels
- 1985 - Oslo prijs voor de poëzie.
- 1987 - Premio Menendez Pelayo (Spanje).
- 1990 - Nobelprijs voor Literatuur.

## Bekroningen
- 1994 - Grootkruis van het Franse Legion d’Honneur
- 1998 - Grootkruis van Isabel la Católica, Spanje

## Eredoctoraten
- 1973 - Boston University, VS.
- 1978 - Universidad de Mexico, Mexico.
- 1980 - Harvard University, VS.
- 1984 - New York University, VS.

### Poëzie
- 1949 - Piedra de sol, in het Nederlands verschenen als Zonnesteen (vert. Laurens Vancrevel, Jan Lechner en Gerbrand Muller)
- 1958 - Libertad bajo palabra
- 1962 - Salamandra
- 1969 - Ladera Este
- 1976 - Vuelta
- 1987 - Árbol Adentro (nl: De Levensboom: Essays over Kunst en Literatuur)

### Proza
- 1950 - El laberinto de la soledad (nl: Het labyrint der eenzaamheid)
- 1956 - El Arco y la Lira (nl: De Boog en de Lier)
- 1957 - Las peras del olmo
- 1965 - Cuadrivio
- 1966 - Puertas al Campo
- 1967 - Corriente Alterna
- 1967 - Claude Levi-Strauss o el nuevo festín de Esopo (Engels: Claude Lévi-Strauss: An Introduction. London: Jonathan Cape, 1971)
- 1968 - Marcel Duchamp o el castillo de la Pureza
- 1969 - Conjunciones y Disyunciones
- 1969 - Postdata, vervolg op "El Laberinto de la Soledad"
- 1973 - El signo y el Garabato
- 1974 - Los Hijos del Limo (nl: De Kinderen van het Slijk: Van de Romantiek tot de Avant-Garde)
- 1979 - El Ogro Filantrópico
- 1979 - In-mediaciones
- 1982 - Sor Juana Ines de la Cruz o las trampas de la fe
- 1983 - Tiempo Nublado (nl: Wolkenvelden: Visies op het Heden)
- 1983 - Sombras de Obras
- 1984 - Hombres en su Siglo
- 1990 - Pequeña Crónica de Grandes Días
- 1990 - La Otra Voz
- 1991 - Convergencias
- 1992 - Al Paso
- 1993 - La Llama Doble (nl: De Dubbele Vlam: Over Liefde en Erotiek)
- 1994 - Itinerario
- 1995 - Visilumbres de la India

## Bron
- Jason Wilson, Octavio Paz: a study of his poetics, Cambridge University Press, 1979, ISBN 0-521-22306-7

- Bibsys: 90128563
- Biblioteca Nacional de España: XX1076624
- Bibliothèque nationale de France: cb11918885d (data)
- Catàleg d'autoritats de noms i títols de Catalunya: 981058521610806706
- CiNii: DA00356530
- Digitale Bibliotheek voor de Nederlandse Letteren: paz_002
- Gemeinsame Normdatei: 118739743
- International Standard Name Identifier: 0000 0001 2129 6435
- Library of Congress Control Number: n79076107
- Nationale Bibliotheek van Letland: 000027024
- MusicBrainz: 96461d9f-366f-4ab5-a36e-67b6a5d92d8f
- Bibliotheek van het Japanse parlement: 00452350
- Nationale Bibliotheek van Tsjechië: jn19990006421
- Nationale bibliotheek van Australië: 35413443
- Nationale Bibliotheek van Israël: 987007309389305171
- Nationale Bibliotheek van Polen: a0000001180858
- Nationale en Universitaire bibliotheek Zagreb: 000001741
- Nederlandse Thesaurus van Auteursnamen: 068446578
- Istituto Centrale per il Catalogo Unico: CFIV043484
- LIBRIS: 208533
- SNAC: w6hx1hw1
- Système universitaire de documentation: 027061698
- Trove: 943911
- Union List of Artist Names: 500782011
- Virtual International Authority File: 41844743
- WorldCat: E39PBJfMmD9wrGbBCp9Pfbth73

1901: Prudhomme ·
1902: Mommsen ·
1903: Bjørnson ·
1904: Mistral, Echegaray ·
1905: Sienkiewicz ·
1906: Carducci ·
1907: Kipling ·
1908: Eucken ·
1909: Lagerlöf ·
1910: Heyse ·
1911: Maeterlinck ·
1912: Hauptmann ·
1913: Tagore ·
1915: Rolland ·
1916: Heidenstam ·
1917: Gjellerup, Pontoppidan ·
1919: Spitteler ·
1920: Hamsun ·
1921: France ·
1922: Benavente ·
1923: Yeats ·
1924: Reymont ·
1925: Shaw ·
1926: Deledda ·
1927: Bergson ·
1928: Undset ·
1929: Mann ·
1930: Lewis ·
1931: Karlfeldt ·
1932: Galsworthy ·
1933: Boenin ·
1934: Pirandello ·
1936: O'Neill ·
1937: Gard ·
1938: Buck ·
1939: Sillanpää ·
1944: Jensen ·
1945: Mistral ·
1946: Hesse ·
1947: Gide ·
1948: Eliot ·
1949: Faulkner ·
1950: Russell ·
1951: Lagerkvist ·
1952: Mauriac ·
1953: Churchill ·
1954: Hemingway ·
1955: Laxness ·
1956: Jiménez ·
1957: Camus ·
1958: Pasternak ·
1959: Quasimodo ·
1960: Perse ·
1961: Andrić ·
1962: Steinbeck ·
1963: Seferis ·
1964: Sartre (geweigerd) ·
1965: Sjolochov ·
1966: Agnon, Sachs ·
1967: Asturias ·
1968: Kawabata ·
1969: Beckett ·
1970: Solzjenitsyn ·
1971: Neruda ·
1972: Böll ·
1973: White ·
1974: Johnson, Martinson ·
1975: Montale ·
1976: Bellow ·
1977: Aleixandre ·
1978: Singer ·
1979: Elýtis ·
1980: Miłosz ·
1981: Canetti ·
1982: García Márquez ·
1983: Golding ·
1984: Seifert ·
1985: Simon ·
1986: Soyinka ·
1987: Brodsky ·
1988: Mahfoez ·
1989: Cela ·
1990: Paz ·
1991: Gordimer ·
1992: Walcott ·
1993: Morrison ·
1994: Oë ·
1995: Heaney ·
1996: Szymborska ·
1997: Fo ·
1998: Saramago ·
1999: Grass ·
2000: Gao ·
2001: Naipaul ·
2002: Kertész ·
2003: Coetzee ·
2004: Jelinek ·
2005: Pinter ·
2006: Pamuk ·
2007: Lessing ·
2008: Le Clézio ·
2009: Müller ·
2010: Vargas Llosa ·
2011: Tranströmer ·
2012: Mo ·
2013: Munro ·
2014: Modiano ·
2015: Aleksijevitsj ·
2016: Dylan ·
2017: Ishiguro ·
2018: Tokarczuk ·
2019: Handke ·
2020: Glück ·
2021: Gurnah ·
2022: Ernaux ·
2023: Fosse ·
2024: Kang ·